# Handbuch des Schachspiels
Das Handbuch des Schachspiels (umgangssprachlich der Bilguer) ist der Titel eines erstmals 1843 erschienenen Buches über Schachgeschichte, Schacheröffnungen und Schachendspiele.
Die Konzeption stammt von Paul Rudolf von Bilguer, der in den 1830er Jahren mit der Materialsammlung für das neuartige Buch begann. Nach dem frühen Tod Bilguers 1840 setzte Tassilo von Heydebrand und der Lasa Bilguers Arbeiten fort und gab das Werk 1843 heraus.
In der Einleitung wird zunächst die Geschichte des Schachs behandelt. Dann folgt im ersten Teil in übersichtlicher Tabellenform eine Darstellung der Schacheröffnungen nach dem damaligen Erkenntnisstand der Schachtheorie, bereichert mit Analysen der Berliner Schachschule und wichtigen Partien zu den einzelnen Varianten. Im zweiten Teil findet sich in mehreren Kapiteln eine systematische Übersicht über die Theorie der Endspiele mit genauen Analysen.
Unter der Redaktion von der Lasas erschienen 1852, 1858, 1864 und 1874 noch vier weitere Auflagen. Für die fünfte Auflage hatte von der Lasa 10.000 Partien, die in Büchern und Zeitschriften mehrerer Sprachen veröffentlicht waren, zusammengetragen. Bis zur fünften Auflage gab von der Lasa aber jeweils nur von Bilguer als Autor an.
Die sechste Auflage wurde 1880 von Constantin Schwede, die siebte 1891 von Emil Schallopp und die achte Auflage 1916 von Carl Schlechter herausgegeben. Die achte Auflage umfasste mehr als 1000 Seiten und enthielt Originalanalysen einiger der führenden zeitgenössischen Schachmeister, wie z. B. Rudolf Spielmann, Siegbert Tarrasch und Richard Teichmann. Nach der achten Auflage erschienen noch Nachträge, die von Jacques Mieses (1921) und Hans Kmoch (1930) verantwortet wurden.
Das Handbuch des Schachspiels war weit verbreitet, und zahlreiche Schachspieler haben aus ihm gelernt. Es trug maßgeblich zur Verbreitung der algebraischen Notation bei und führte die tabellarische Darstellung der Eröffnungstheorie ein, die später von vielen Autoren übernommen wurde. Bis heute gilt das Handbuch des Schachspiels als Klassiker der Schachliteratur.

## Werkausgaben
- Paul Rudolf von Bilguer. Fortgesetzt und herausgegeben von seinem Freunde Tassilo von Heydebrand und der Lasa: Handbuch des Schachspiels, Edition Olms: Zürich 1979 (Nachdruck der Erstausgabe Berlin 1843). ISBN 3-283-00013-1. (Digitalisat)
- „Entworfen und angefangen von P. R. von Bilguer, fortgesetzt und herausgegeben von v. d. Lasa“: Handbuch des Schachspiels, Verlag von Veit u. Comp., 3. Auflage, Berlin 1858. (Digitalisat)
- Paul Rudolph von Bilguer, Tassilo von Heydebrand und der Lasa. Mit dem Ergänzungsheft von Jacques Mieses und dem Nachtrag von Hans Kmoch: Handbuch des Schachspiels, Edition Olms: Zürich 1983 (Nachdruck der Ausgabe Berlin und Leipzig 1922–1930). ISBN 3-283-00103-0.